# Urżumowo
Urżumowo (ros. Уржумово) – wieś w Rosji, w rejonie wielikoustidzkim obwodu wołogodzkiego. W 2010 r. liczyła 8 mieszkańców.